# Kavinsky
Vincent Belorgey (Sena-Saint-Denis, Isla de Francia, 31 de julio de 1975), más conocido como Kavinsky, es un DJ y productor francés.

## Biografía
Tras varios años de actor, la carrera musical de Kavinsky comienza en el 2005 tras ser inspirado por sus amigos Jackson Fourgeaud y Quentin Dupieux. Este último, director de cine, incluye obras de Kavinsky en su filme "Steak". Durante este periodo, Kavinsky produce su primer sencillo, Testarossa Autodrive, inspirado en el deportivo italiano de los años 80 Ferrari Testarossa.
Posterior a esto, presenta su sencillo a Quentin, quien inmediatamente lo presenta a un sello discográfico con el cual trabajaba en cine, pudiendo entonces contraer firma en Record Makers.
Posteriormente, Kavinsky lanza tres EP con el sello Record Makers: Teddy Boy en 2006, 1986 al año siguiente y Nightcall, con el tema homónimo interpretado por Lovefoxxx, vocalista de la banda CSS, en el 2010. Durante este periodo, los colegas de Kavinsky producen "Surkin", bromeando en una entrevista diciendo que Kavinsky era su padre. Desde entonces comienza a hacer viajes con estos mismos compañeros, que hoy pertenecen a bandas como Daft Punk,The Rapture, Justice y SebastiAn. También se han realizado remixes junto a SebastiAn y otros notables en el género electro.
El remix de SebastiAn de Testarossa Autodrive del álbum 1986 destaca en los videojuegos Grand Theft Auto IV y Gran Turismo 5 Prologue. El sencillo Nightcall, que fue muy reconocido como una de sus mejores obras, aparece en Drive, con más de 250 millones de visualizaciones en YouTube a esta fecha (30 de mayo de 2021).
En diciembre del 2012 lanzó ProtoVision y el 25 de febrero de 2013 sacó su álbum de estudio titulado "Outrun".
En noviembre de 2014, con motivo del fin de su gira "Outrun Tour", lanzó la canción inédita "Sovereign".

## Historia personal
Kavinsky es un personaje creado por Vincent Belorgey que tiene un sorprendente parecido con el propio Vincent, pero la historia de fondo no se parece en nada a la historia de Belorgey. La historia de Kavinsky es que después de estrellar su Testarossa en 1986, reapareció como un "zombie" en el 2006 para hacer su propia música electrónica. Las canciones de Kavinsky ayudan a contar la historia de él, como Vincent afirma en una entrevista, "Night Call se trata sólo del tipo zombie que va a la casa de su novia y dice 'bien, no soy el mismo, tenemos que hablar'." refiriéndose Kavinsky a volver a encontrar a su novia después del accidente que casi lo deja sin vida.

## Equipos de Audio preferidos
En entrevistas, Kavinsky declara que la totalidad de Teddy Boy fue grabado en un Yamaha DX7, por su famoso y notable sonido pop sintetizado propio de los 80. Este artista comienza haciendo mezclas en un viejo Apple regalado por su amigo Mr. Oizo.

## Discografía

### Discos de Estudio
| Año  | Álbum y detalles                                                                            | Ranking nacional | Ranking nacional | Ranking nacional | Ranking nacional |
| Año  | Álbum y detalles                                                                            | FRA              | BEL (Vl)         | BEL (Wa)         | Suecia           |
| ---- | ------------------------------------------------------------------------------------------- | ---------------- | ---------------- | ---------------- | ---------------- |
| 2013 | OutRun * Lanzado: 22 de febrero del 2013 - Sello: Record Makers - Formato: Descarga digital | 2                | 37               | 28               | 38               |
| 2022 | Reborn                                                                                      |                  |                  |                  |                  |

### EP
| Año  | Título                             | Release date             | Sello               |
| ---- | ---------------------------------- | ------------------------ | ------------------- |
| 2006 | Teddy Boy                          | 16 de enero del 2006     | Record Makers       |
| 2007 | 1986                               | 20 de febrero del 2007   | Record Makers       |
| 2008 | "Blazer"                           | 1 de julio del 2008      | Fool's Gold Records |
| 2010 | Nightcall                          | 26 de marzo del 2010     | Record Makers       |
| 2011 | Nightcall (Edición de aniversario) | 11 de noviembre del 2011 | Record Makers       |
| 2013 | ProtoVision                        | 11 de febrero de 2013    | Record Makers       |
| 2013 | Odd Look                           | 22 de febrero del 2013   | Record Makers       |

### Singles
| Año  | Título                        | Ranking | Ranking | Ranking         | Ranking          | Ranking | Álbum                  |
| Año  | Título                        | FR      | BEL Fl  | BEL Wa Ultratop | BEL Wa Ultratip* | Suecia  | Álbum                  |
| ---- | ----------------------------- | ------- | ------- | --------------- | ---------------- | ------- | ---------------------- |
| 2010 | "Nightcall" (feat. Lovefoxxx) | 10      | 28      | 16              | —                | —       | Outrun                 |
| 2012 | "Roadgame"                    | 12      | —       | —               | 32               | 74      | Outrun                 |
| 2012 | "ProtoVision"                 | 52      | —       | —               | —                | —       | Outrun                 |
| 2013 | "Odd Look" (feat. SebastiAn)  | 27      | —       | 54              | —                | —       | Outrun                 |
| 2013 | "Blizzard"                    | 167     | —       | —               | —                | —       | Outrun                 |
| 2013 | "Odd Look" (feat. The Weeknd) | —       | 18      | 10              | —                | —       | Odd Look and Kiss Land |

*No aparecieron en la lista ultratop belga.

### Remixes
| Año  | Artista           | Título              |
| ---- | ----------------- | ------------------- |
| 2007 | Klaxons           | "Gravity's Rainbow" |
| 2009 | Sébastien Tellier | "Roche"             |
| 2011 | SebastiAn         | "Embody"            |

### Videoclips
| Año  | Título                      | Director         | Fecha de lanzamiento     | Sello          |
| ---- | --------------------------- | ---------------- | ------------------------ | -------------- |
| 2006 | "Testarossa Autodrive"      | Jonas & François | 23 de junio del 2006     | Records Makers |
| 2009 | "Dead Cruiser"              | -                | Febrero del 2009         | Records Makers |
| 2012 | "ProtoVision"               | Marcus Herring   | 12 de diciembre del 2012 | Records Makers |
| 2013 | "Odd Look (feat. SebastiAn" | Marcus Herring   | 6 de agosto de 2013      | Records Makers |

### Bandas sonoras
- The Lincoln Lawyer (2011)
- Drive (2011)

## Filmografía
- Nonfilm (2001)
- Aaltra (2003)
- Atomik Circus, le retour de James Bataille (2004)
- Ultranova (2005)
- Steak (2007)